# Tjaša Šeme
Tjaša Šeme, slovenska gimnastičarka, 18. november 1986, Ljubljana. 

Šemetova je bila kot članica Narodnega doma trikrat slovenska državna prvakinja v gimnastiki, in sicer v letih 2006, 2011 in 2012. Leta 2012 je na kvalifikacijski tekmi za Olimpijske igre osvojila 24. mesto, s čimer ni izpolnila norme za nastop.